# Sarcomphalus havanensis
Sarcomphalus havanensis là một loài thực vật thuộc họ Rhamnaceae. Đây là loài đặc hữu của Cuba.